# Alsószentmárton
Alsószentmárton là một thị trấn thuộc hạt Baranya, Hungary. Thị trấn này có diện tích 13,61 km², dân số năm 2010 là 1182 người, mật độ 87 người/km².